# Тастак (исторический район)
Тасак (каз. Тастақ, «каменистый») — исторический район города Алма-Аты, жилой микрорайон в юго-западной части города.

В настоящее время район делится на микрорайоны «Тастак 1», «Тастак 2» и «Тастак 3». 

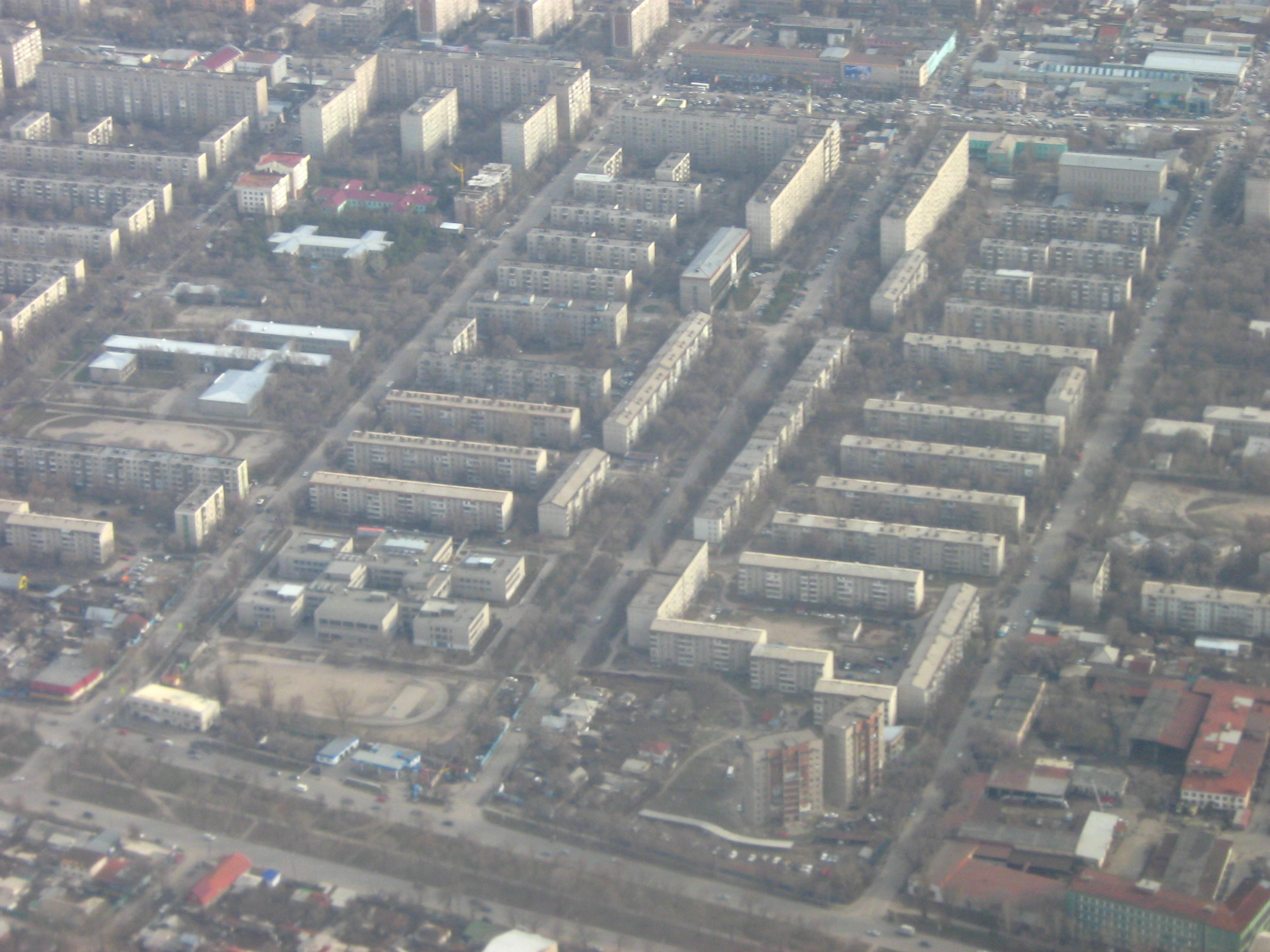
Тастак (район Алма-Аты). Квадрат улиц Толе би (бывшей Комсомольской), Брусиловского, Раимбека, Тургута Озала (Баумана)

## История
В 1910-х годах переселенцами с юга Российской империи в местности Тастак основана казачья станица Кучегуры. После Октябрьской революции переименована в станицу Ленинскую. В августе 1956 года, в связи с расширением города, станица была включена в его состав, после чего в её северной части был построены микрорайоны Тастак, состоящие из пятиэтажных и 9-этажных панельных домов. После обретения независимости южная часть Тастака, оставшаяся частным сектором, стала застраиваться многоэтажными монолитными жилыми домами.

## Достопримечательности

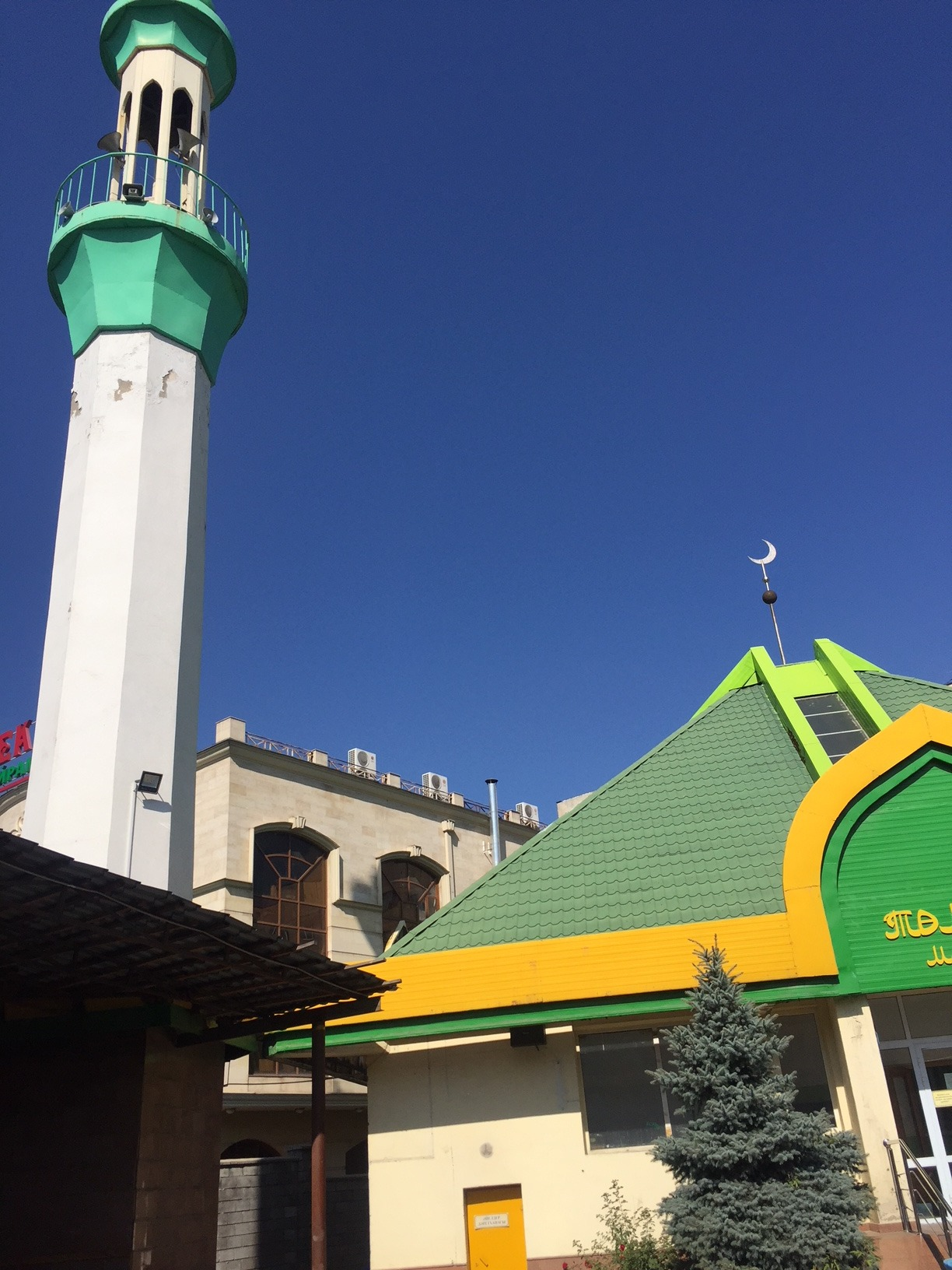
Мечеть в Тастаке, 2009 г.

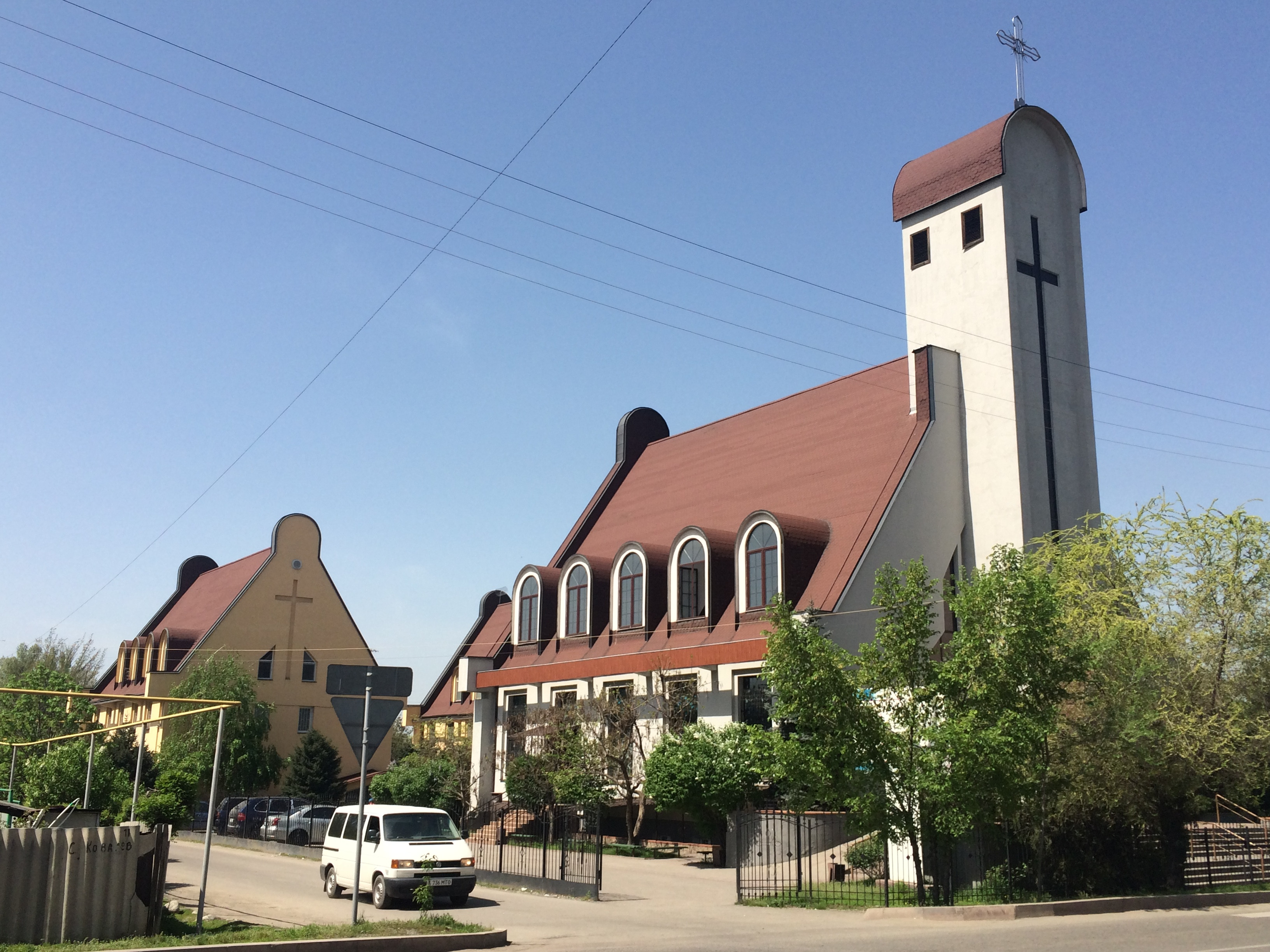
Римско-католический кафедральный собор Пресвятой Троицы в Тастаке

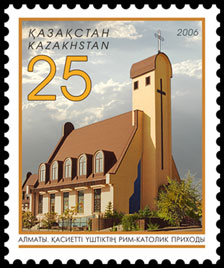
Тастак, римско-католический приход Пресвятой Троицы

- Мечеть «Тастак» (ул. Толе би, 233), была основана 2009 году при спонсорской поддержке гражданина Арабских Эмиратов. Эта мечеть является единственной мечетью Алмалинского района
- Два похожих здания римско-католического костёла Пресвятой Троицы на ул. Тлендиева, 9 (бывшая Софьи Ковалевской), в 2016 году «Казпочта» выпустила почтовую марку с изображением прихода.
- Православная церковь «Всех Скорбящих Радости» (ул. Брусиловского, 145 а), построена в 1915 году по проекту архитектора А. Пугаченкова. В 1943 году советскими властями церковь была закрыта, и использовалась в разное время как пересыльный пункт НКВД, клуб «Красный текстильщик», швейная мастерская, склад химической продукции, кинотеатр, библиотека. В 2007 году здание храма возвращено алматинской епархии Русской православной церкви и включено в Государственный список памятников истории и культуры г. Алматы местного значения.
- Жилой дом на углу улиц Брусиловского и Шакарима — в дореволюционное время дом настоятеля церкви «Всех Скорбящих Радости», после, в советский период использовавшийся сначала под среднюю школу, затем под детский сад. В 2000-х был выкуплен частным лицом и сегодня используется как жилой дом на несколько хозяев.
- Здание общеобразовательной школы № 75 на углу улиц Туркебаева и Шакарима, построенное в 1969 году по традиционной в то время П-образной планировке и с классическим фасадом для школ постсталинской архитектуры: колоннада, несущая фронтон с лепным изображением глобуса, книги, химической[уточнить] реторты и прочих атрибутов просвещения.
- Сакский курган середины I тысячелетия до н. э., располагающийся на улице Карасай батыра (бывшей Виноградова) между улицами Тургут Озала (бывшей Баумана) и Гайдара. Изучен археологами в начале 1990-х гг., сегодня занят под жилые и хозяйственные постройки частного сектора. Внесен в Государственный список памятников истории и культуры г. Алматы местного значения.
- Водохранилище Сайран на реке Большая Алматинка, на берегах которого расположена популярная в городе зона отдыха.
- Большой базар с одноимённым названием, популярный не только у окрестных жителей, основан в 1957 году.